# Aubais
Aubais är en kommun i departementet Gard i regionen Occitanien i södra Frankrike. Kommunen ligger i kantonen Sommières som tillhör arrondissementet Nîmes. År 2022 hade Aubais 2 938 invånare.

## Befolkningsutveckling
Antalet invånare i kommunen Aubais
Referens:INSEE